# Jan Benthem
Jan Benthem (Amsterdam, 1952) is een Nederlandse architect. Hij studeerde in 1978 af als bouwkundig ingenieur aan de Technische Universiteit Delft. In 1979 richtte hij samen met Mels Crouwel het bureau Benthem Crouwel Architecten in Amsterdam op. Jan Benthem is een van de architecten van station Rotterdam Centraal. Zijn bureau tekende ook voor het ontwerp van Luchthaven Schiphol, en de verbouwing van de centrale stations van Utrecht, Amsterdam en Den Haag.
- Gemeinsame Normdatei: 128934409
- International Standard Name Identifier: 0000 0000 7872 2311
- Library of Congress Control Number: nr93015272
- Nederlandse Thesaurus van Auteursnamen: 095148221
- Système universitaire de documentation: 158095677
- Union List of Artist Names: 500062412
- Virtual International Authority File: 96105353
- WorldCat: E39PBJm4WQjYhdTDyR3yDjcF8C